# Diocèse de Székesfehérvár
Le diocèse de Székesfehérvár (latin : Dioecesis Albae Regalensis , en hongrois : Székesfehérvári egyházmegye) est situé à l'ouest de la Hongrie autour de la ville de Székesfehérvár. Le diocèse est suffragant de l'archidiocèse d'Esztergom-Budapest. Depuis 2003, il est tenu par l'évêque Antal Spányi (it).

## Territoire
Le diocèse couvre le comitat de Fejér en Hongrie.
L'église de l'évêché est la cathédrale Saint-Étienne de Székesfehérvár.
Le territoire est divisé en 149 paroisses, desservies par 77 prêtres et 6 diacres.

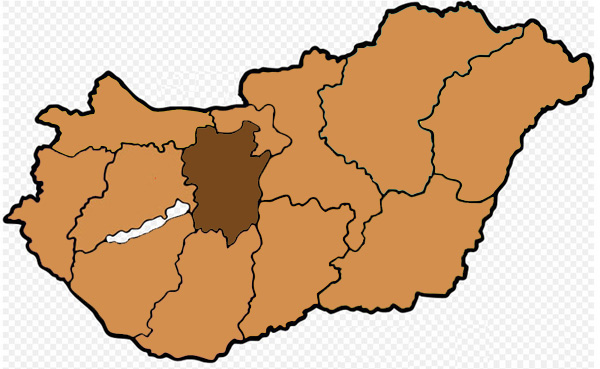
Localisation du diocèse.
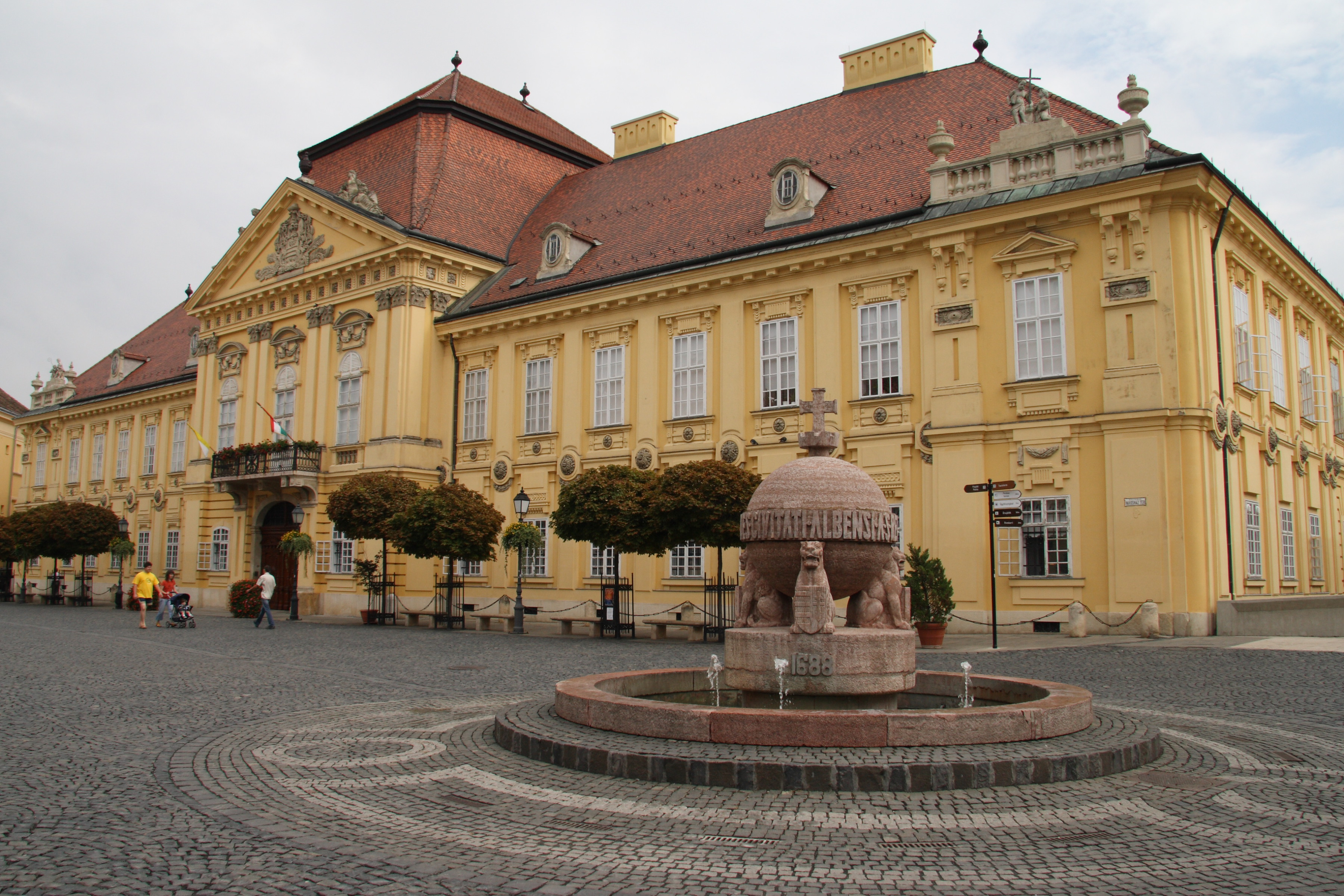
Palais épiscopal, Székesfehérvár.

## Histoire
Le diocèse a été érigé le 17 juin 1777 par la bulle In universa gregis du pape Pie VI, prenant son territoire des diocèses de Veszprém (aujourd'hui archidiocèse) et de Győr.
L'évêque Vince Jekelfalussy fut le premier évêque hongrois à publier le dogme de l'infaillibilité papale sanctionné par le concile Vatican I sans avoir demandé au préalable le consentement du roi (placet regium) et fut réprimandé par les autorités. 